# La Tremenda Korte
La Tremenda Korte es una banda de ska de México. Fundada en 1994, se hizo popular tras el boom de ese ritmo a mediados de los años 90. Su nombre es un homenaje al programa radiofónico cubano La tremenda corte.

## Integrantes
- David Sánchez Domínguez "El wero" - guitarrista
- David "Moroko"
- Julio César Lastra "El Enfermo" - timbales
- Manuel Corona Hernández, "Manueloko" - voz y fundador
- Bruno "Nuno" Juárez, guitarra
- Angel Guerrero, "Baby Aventurero", bajo
- Francisco A. Avilés Salgado "Shaman", teclados
- José Luis Ventura "Gen, Gen" batería
- Aldo García Álvarez "Diablo" trombón
- Óscar Omar Mondolla Anaya "Billete" saxofón
- Alejandro López, "TBone" - Trompeta
- Julio ”Butty” Carbajal
- Iker Corona - guitarra

## Discografía

### Demos
- 1995 - Orden en la sala
- 1996 - Silencio En La Korte

### Acoplados
- 1998 - Escuela de Baile 1
- 1999 - Escuela de Baile 2

### Discos
- 2000 - ¡Venga La Sentencia!
- 2004 - Frecuencia Rebelde
- 2011 - Rebelión en la granja
- 2016 - Alerta
- 2019 - Tremendamente